# اتحادیه دیئاره
اتحادیه دیئاره (به لاتین: Deara Union) یک منطقهٔ مسکونی در بنگلادش است که در Kalaroa Upazila واقع شده‌است.